# Vilhelm af Slesvig-Holsten-Sønderborg-Glücksborg
Hertug Vilhelm til Slesvig-Holsten-Sønderborg-Glücksborg (dansk: Frederik Vilhelm Paul Leopold; tysk: Friedrich Wilhelm Paul Leopold; 4. januar 1785 – 17. februar 1831) var en dansk–tysk prins og officer, der var hertug af Slesvig-Holsten-Sønderborg-Beck fra 1816 til 1825 og herefter hertug af Slesvig-Holsten-Sønderborg-Glücksborg fra 1825 til 1831. Hertug Vilhelm er stamfar til fyrstehuset Glücksborg og grundlagde dermed et fyrstehus, der omfatter kongehusene i Danmark, Grækenland, Norge og Storbritannien.
Vilhelm var søn af hertug Frederik Karl Ludvig af Slesvig-Holsten-Sønderborg-Beck og grevinde Friederike von Schlieben. Han tilhørte slægten Slesvig-Holsten-Sønderborg-Beck, en fjern og ubetydelig sidelinje til det danske kongehus, Huset Oldenborg, hvis medlemmer i generationer havde været i preussisk, polsk og russisk tjeneste. I 1804 sendte hans far ham imidlertid til slægtens hjemstavn i Danmark, hvor han gjorde karriere som officer i den danske hær under Napoleonskrigene. Gennem sit ægteskab med Louise Karoline af Hessen-Kassel i 1810 blev han svoger til Kong Frederik 6., der i 1825 overdrog Glücksborg Slot til Hertug Vilhelm og udnævnte ham til Hertug af Slesvig-Holsten-Sønderborg-Glücksborg. Dermed blev den den yngre linje af Huset Glücksborg grundlagt.
Hertug Vilhelm og Hertuginde Louise Karoline fik ti børn, hvoraf den ældste søn, Carl efterfulgte ham som hertug af Glücksborg, mens den fjerde søn blev konge af Danmark som Christian 9. i 1863.

## Biografi

### Tidlige liv

#### Fødsel og familiebaggrund
Vilhelm blev født den 4. januar 1785 på herregården i Lindenau ved byen Braunsberg nær Königsberg i Østpreussen, den nordøstligste provins i Kongeriget Preussen (i dag Lipowina i Polen). Han var det tredje og yngste barn og den eneste søn af hertug Frederik Karl Ludvig af Slesvig-Holsten-Sønderborg-Beck (1757–1816) og grevinde Friederike von Schlieben (1757-1827). Den nyfødte prins blev døbt med navnene Frederik Vilhelm Paul Leopold og fik sin fjerne slægtning, kronprins Frederik af Danmark og Norge (den fremtidige Kong Frederik 6.) som sin gudfar.
Prins Vilhelms far var overhoved for slægten Slesvig-Holsten-Sønderborg-Beck, en fjern og ubetydelig sidelinje til det danske kongehus, Huset Oldenborg. Familien nedstammede fra Kong Christian 3.'s yngre søn, Hertug Hans den Yngre af Slesvig-Holsten-Sønderborg, hvis barnebarn Hertug August Philip havde afbrudt forbindelsen til Danmark og var rejst til Tyskland. Der erhvervede han herregården Haus Beck i Westfalen, hvorefter slægten antog navnet Slesvig-Holsten-Sønderborg-Beck. Hans sønner og deres slægt gik i preussisk, polsk og russisk tjeneste. Senest havde både Vilhelms far og farfar haft høje stillinger i den preussiske hær.

#### Opvækst og uddannelse
Prins Vilhelm voksede op med sine to søstre på Lindenau, hvor han modtog sin første undervisning i hjemmet. I 1798 trak Wilhelms far sig tilbage fra sin preussiske militærtjeneste og slog sig ned i Leipzig. Samtidig blev Vilhelm sendt til Ridderakademiet i Brandenburg an der Havel, hvor han modtog sin undervisning fra 1798 til 1802, hvorefter han fra 1803 læste ved Universitetet i Leipzig under faderens opsyn. Selv om Friedrich Wilhelms forfædre havde været i preussisk tjeneste, stod faderen på grund af nogle uheldige dispositioner ikke mere på god fod med den preussiske konge og så sig derfor nødt til at finde karrieremuligheder for sin søn et andet sted. I 1804 sendte hans far ham derfor til slægtens hjemstavn i Danmark, hvor drengens gudfar, Frederik 6., allerede i 1803 havde optaget ham som ritmester à la suite og året efter trådte han ind i Hestgarden i København.

#### Militær karriere
Prins Vilhelm gjorde herefter karriere som officer i den danske hær under Napoleonskrigene. Efter kun et år i hovedstaden blev Vilhelm efter eget ønske forflyttet til Holsten, hvor den danske hær opretholdt bevogtningstjeneste langs sydgrænsen. Han kom her fra 1805 til 1807 til at fungere som sekond-ritmester ved Livregiment Dragoner, hvor han deltog i bevogtningen af grænsen og flere gange fik lejlighed til at demonstrere gode militære evner, særlig ved rekognoscering. I de følgende år blev han sendt rundt for blandt andet at angribe de engelske landtropper under Københavns bombardement i 1807, men kom for sent. Og året efter skulle han have deltaget i det efter de spanske troppers oprør mislykkede angreb på Sverige. Først i 1809 fik han sin første og eneste træfning ved Stralsund mod preussiske tropper. Pudsigt nok havde Vilhelm både i 1803 og 1806 imod faderens ønske haft seriøse tanker om ligesom sine forfædre at tilslutte sig den preussiske hær, men fik nu i stedet tildelt en række ridderkors fra Frankrig, Holland og Danmark for sin medvirken til at slå en enhed fra selvsamme hær.

#### Ægteskab
Vilhelm blev derefter samme år udnævnt til major ved Hertugdømmernes generalstab, og i 1809 blev han indkvarteret på Gottorp Slot hos hærens stabschef, landgreve Carl af Hessen. Her mødte Vilhelm Carls 20-årige datter prinsesse Louise Karoline af Hessen-Kassel, og de to blev forlovet i november 1809. Den 26. januar 1810 fejrede de et stilfærdigt "krigsbryllup" på Gottorp Slot uden deltagelse af Vilhelms forældre eller hans gudfar Frederik 6.
Dette nye ægteskab gjorde at Vilhelm nu tillige var blevet svoger med Frederik 6., da hans nye kones søster var gift med kongen. Ydermere var hans svigermor, Louise af Danmark, af oldenborgsk afstamning, og det var blandt andet takket være disse forbindelser, at Vilhelms søn Christian (9.) senere kunne betragtes som legitim "oldenborgsk" tronfølger i 1852.
Vilhelms svigerfar tilbød det fattige nygifte par at bo på Gottorp Slot. Her fik de en hel etage i en sidefløj og rådighed over nogle værelser på sommerslottet Louisenlund.

### Senere liv

#### Hertug
Ved faderens død den 25. marts 1816 arvede Vilhelm titlen som hertug af Slesvig-Holsten-Sønderborg-Beck.

Den 12. april 1824 døde imidlertid den barnløse enkehertuginde Anna Karoline af Glücksborg, enke efter den sidste hertug af den ældre linje af hertughuset Slesvig-Holsten-Sønderborg-Glücksborg, Frederik Henrik Vilhelm, der var død i 1779. Den ældre glücksborgske hertuglinje var derved ophørt med at eksistere, og dens ejendom tilfaldt derfor kronen. Frederik 6. skulle nu finde ud af, hvad han skulle stille op med det 250 år gamle slot, og her kom hans kone, dronning Marie, ham til hjælp, da hun foreslog ham at overlade det til Vilhelm og hendes søster, der på det tidspunkt allerede havde 8 børn og stadig boede hos hendes far. Ved kongeligt patent af 6. juli 1825 overdrog kong Frederik 6. således Glücksborg til Vilhelm med tilhørende hertugtitel for ham og hans efterslægt: 
| „ | Den 6te Julii har det behaget Hs. Majestæt allernaadigst at tillade Hs. høifyrstelige Durchlauchtighed, Hertug Friederich Wilhelm Paul Leopold til Slesvig-Holsten-Sønderburg Beck, for sig og hans samtlige ægte Descendentere, tillige at føre det Hertugelige Navn og Titel som Hertug af Glücksburg. | “ |

 Dermed blev den yngre glücksborgske hertuglinje grundlagt.

#### Død
Vilhelm døde i februar 1831 af en forkølelse, der havde udviklet sig til lungebetændelse og, efter hertugens eget skøn, skarlagensfeber, som forinden havde ramt to af hertugens børn.

## Børn
- Prinsesse Marie (Louise Marie Frederikke), født 23. oktober 1810, død 11. maj 1869.
- Prinsesse Frederikke (Frederikke Karoline Juliane), Hertuginde af Anhalt-Bernburg, født 9. oktober 1811, død 10 juli 1902.
- Hertug Carl af Glücksborg, født 30. september 1813, død 24. oktober 1878.
- Hertug Frederik af Glücksborg, født 23. oktober 1814, død 27. november 1885.
- Prins Vilhelm, født 10. april 1816, død 5. september 1893.
- Kong Christian 9. af Danmark, født 8. april 1818, død 29. januar 1906.
- Prinsesse Louise, Abbedisse i Itzehoe, født 18 november 1820, død 30. november 1894.
- Prins Julius, født 14. oktober 1824, død 1. juni 1903.
- Prins Hans, født 5. december 1825, død 27. maj 1911.
- Prins Nikolaus, født 22. december 1828, død 18. august 1849.

## Eksterne links
- Glücksborg Slots officielle hjemmeside
- Hans den Yngres efterkommere

| VilhelmHuset GlücksborgSidelinje af Huset OldenburgFødt: 4. januar 1785 Død: 17. februar 1831 |                                                           |                                      |
| Titler som regent                                                                             |                                                           |                                      |
| Foregående: Frederik Carl Ludvig                                                              | Hertug af Slesvig-Holsten-Sønderborg-Beck 1816-1825       | Efterfølgende: Ingen (titel nedlagt) |
| UbesatForrige indehaver af titlen:Frederik Henrik Vilhelm                                     | Hertug af Slesvig-Holsten-Sønderborg-Glücksborg 1825-1831 | Efterfølgende: Carl                  |